# Еріх Дригальскі
Еріх Дагоберто фон Дригальскі (нім. Dagobert von Drygalski; 9 лютого 1865, Кенігсберг — 10 січня 1949, Мюнхен) — німецький географ, геофізик, мандрівник і полярний дослідник.

## Біографія
У 1882—1887 роках вивчав математику та природничі науки в університетах Кенігсберга, Бонна, Берліна і Лейпцига. Захистив докторську дисертацію про природу льодових щитів в північних районах планети.
У 1888—1891 роки — асистент Геодезичного інституту та Центрального бюро Міжнародної геодезії в Берліні.
У 1891 і 1892—1893 Е. Дригальскі очолив дві експедиції Географічного товариства в Берліні до берегів Гренландії для дослідження материкового льоду. Під час другої експедиції провів зиму 1892/1893 років в західній Гренландії.
У 1889, використовуючи зібрані в експедиціях наукові дані, Е. Дригальскі пройшов габілітацію по географії і геофізики. У 1898 став доцентом кафедри географії та геофізики, а в 1899 — екстраординарним професором Берлінського університету.

## Експедиція «Гаусса»
У 1901—1903 роках професор Еріх фон Дригальскі очолив першу німецьку експедицію в Антарктиду, яка вирушила до Південного полюса на спеціально побудованому науково-дослідному судні «Гаус», названому на честь математика, астронома і фізика Карла Фрідріха Гаусса.
Екіпаж складався з 32 осіб, з них: 22 постійних члена екіпажу судна, 5 морських офіцерів і 5 вчених (включаючи самого Еріха фон Дригальскі). Експедиція вирушила з Кіля влітку 1901 року. Метою її проведення було вивчення невідомих областей Антарктиди, що лежать на південь від архіпелагу Кергелен. 2 січня 1902 року вони досягли островів архіпелагу Кергелен.
Е. Дригальскі розділив невеликий загін експедиції на 2 групи, менша з яких залишилася на островах Кергелен, в той час як головна — продовжила просування далі на південь. За час короткого перебування тут, професор зміг докладно вивчити острів Херд, провів перше всеосяжне наукове дослідження геології, флори і фауни острова. По дорозі до Антарктики полярний дослідник заснував на острові Кергелен метеоролого-магнітну станцію.
В початку 1902 року «Гаусс» був затиснутий льодами в 50 милях від узбережжя і майже 14 місяців перебував в льодовому полоні. Завдяки округлій формі корпусу (по аналогії з норвезьким полярним дослідним судном «Фрам») «Гаусс» не був розчавлений, а лише видавлений на крижину. Незважаючи на це, з лютого 1902 року до лютого 1903 експедиція виявила і обстежила нові території в Антарктиці і привласнила їм назви «Земля Вільгельма II» (координати 087 ° 43 'східної довготи 091 ° 54' східної довготи) зі згаслим вулканом Гауссберг висотою 371 м.
Час вимушеної нерухомості в льодах було використано для інтенсивної науково-дослідницької діяльності. До завершення експедиції було зібрано величезну кількість метеорологічних і біолого-зоологічних даних і результатів спостережень.
Дригальскій став першим повітроплавцем в Антарктиці, піднявшись на повітряній кулі на висоту 1 600 футів.
Експедиція повернулася в Кіль 23 листопада 1903 року.
Експедиція «Гаусса» принесла багато нових наукових відкриттів в практично недослідженою доти області Землі.
Кайзер Вільгельм II, проте, не був задоволений її результатами, так як німецька експедиція досягла лише 66 ° 2 'південної широти в той час, як британці в ході свого южнополярних походу — 82 ° 11' пд. В «перегонах на Південний полюс» Дригальскій після свого повернення більше не брав участі. За його словами: У полярних дослідженнях не має значення, хто перший побував на полюсі.
Згодом Еріх фон Дригальскій інтенсивно працював над описовою частиною експедиції і відредагував великий обсяг зібраних наукових даних. Протягом 1905—1931 років їм було опубліковано 20 томів документів антарктичної експедиції, видано 2 атласу. Грунтуючись на матеріалах, отриманих в ході своїх полярних подорожей, Дригальскій розвинув теорію рухомих льодів, що зберігає своє значення і понині.

## Наступні роки життя
З жовтня 1906 року до виходу на пенсію Дригальскі був професором в університеті в Мюнхені, де він також очолював до своєї смерті заснований ним географічний інститут.
У 1910—1912 Еріх фон Дригальскі був членом експедиції графа Фердинанда фон Цеппеліна на Шпіцберген для вивчення можливості застосування дирижаблів в Арктиці. Брав участь в ряді інших експедицій в Північну Америку і північно-східну Азію.